# 中型仿相手蟹
中型仿相手蟹（Sesarmops intermedium）又稱為无齿相手蟹、漢氏螳臂蟹，是一種夜行性的陸蟹。一般活動於近海、河川下游河岸處、草地、海岸林地，而主要分佈於朝鲜、日本、台灣東部至恆春半島一帶的地區以及中国大陆的广东、海南岛、福建、浙江、江苏、辽东半岛、上海崇明島。生活环境为海水，一般穴居于近海淡水河流的泥岸上或在近岸的沼泽中。为鼠类肺吸虫的第二中间宿主。特別在雨後或大潮過後，中型仿相手蟹經常會集體出現。

## 分類
原屬方蟹科（Grapsidae）仿相手蟹屬（Sesarmops），相手蟹科從方蟹科獨立出來後，重新分類為相手蟹科（Sesarmidae）仿相手蟹屬（Sesarmops）。

## 外形特徵
蟹甲呈四方形，蟹額處下凹，兩側斜向往上，蟹眼便位於其尖端處。具有一對平均大小的蟹螫及左右各四對的步足，蟹螫的尖部為明顯的白色。蟹身為火紅色，但體色自蟹額處向第四對步足逐步淺淡並偏臘黃色。
俗名
(中型仿相手蟹)一般因為被當作為水族寵物飼養，故在台灣的水族館裡常以「聖誕蟹」的俗名出售。不論是名稱「聖誕蟹」或蟹身外形，在乍聽（乍看）下都與澳洲的 [聖誕島紅蟹]  神似，但事實上兩種是不同的螃蟹。

## 繁殖問題
當公蟹及母蟹交配完畢後，母蟹必需移動至海邊，順著海水的潮汐放卵才能夠繁殖，所以若被當作寵物養在魚缸裡的母蟹抱卵時，便無法順利繁殖。當卵成熟後會從母蟹腹中落下，往往到最後變成了成蟹的食物。

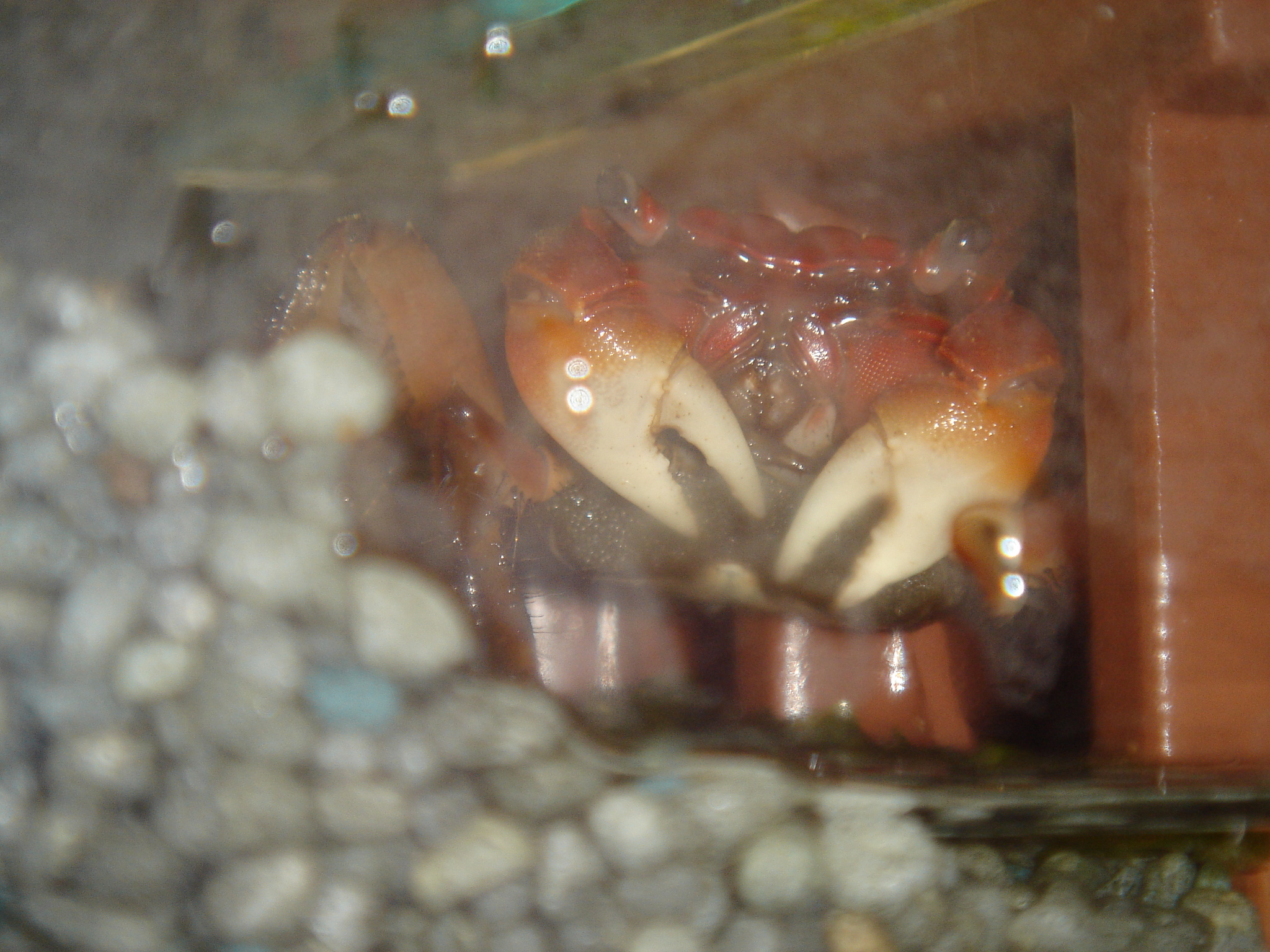
抱卵狀態的母蟹

## 在日本的情況
中型仿相手蟹在日本主要分佈於男鹿半島及房總半島以南的地區。日文作「辨慶蟹（日语：〔〕／）」，「辨慶」是指日本平安時代末期的知名僧將「武藏坊辨慶」，而中型仿相手蟹的模樣就有如辨慶武勇的外型，因此衍生而來。